# Saint-Aubin-Rivière
Saint-Aubin-Rivière (picardisch: Saint-Aubin-Riviére) ist eine nordfranzösische Gemeinde mit 116 Einwohnern (Stand 1. Januar 2022) im Département Somme in der Region Hauts-de-France. Die Gemeinde liegt im Arrondissement Amiens (seit 2009) und ist Teil der Communauté de communes Somme Sud-Ouest und des Kantons Poix-de-Picardie.

## Geographie
Die Gemeinde liegt südlich des Flüsschens Liger rund zehn Kilometer westlich von Hornoy-le-Bourg und elf Kilometer südlich von Oisemont.

## Einwohner
| 1962 | 1968 | 1975 | 1982 | 1990 | 1999 | 2006 | 2011 |
| ---- | ---- | ---- | ---- | ---- | ---- | ---- | ---- |
| 161  | 173  | 113  | 125  | 123  | 113  | 109  | 111  |

## Sehenswürdigkeiten
- nach einem Brand 1790 wiederhergestellte Kirche Saint-Aubin mit einer Holzstatue (Jungfrau mit Kind) aus dem 18. Jahrhundert
- Wassermühle
- Schloss aus dem 17. Jahrhundert

## Persönlichkeiten
- Franck Morelle, französischer Radrennfahrer, 1964 hier geboren